# Per Nilsson (friidrottare)
Per Nilsson, född 1 mars 1953, är en svensk före detta friidrottare (kula). Han tävlade för Piteå IF.